# Vallgrav

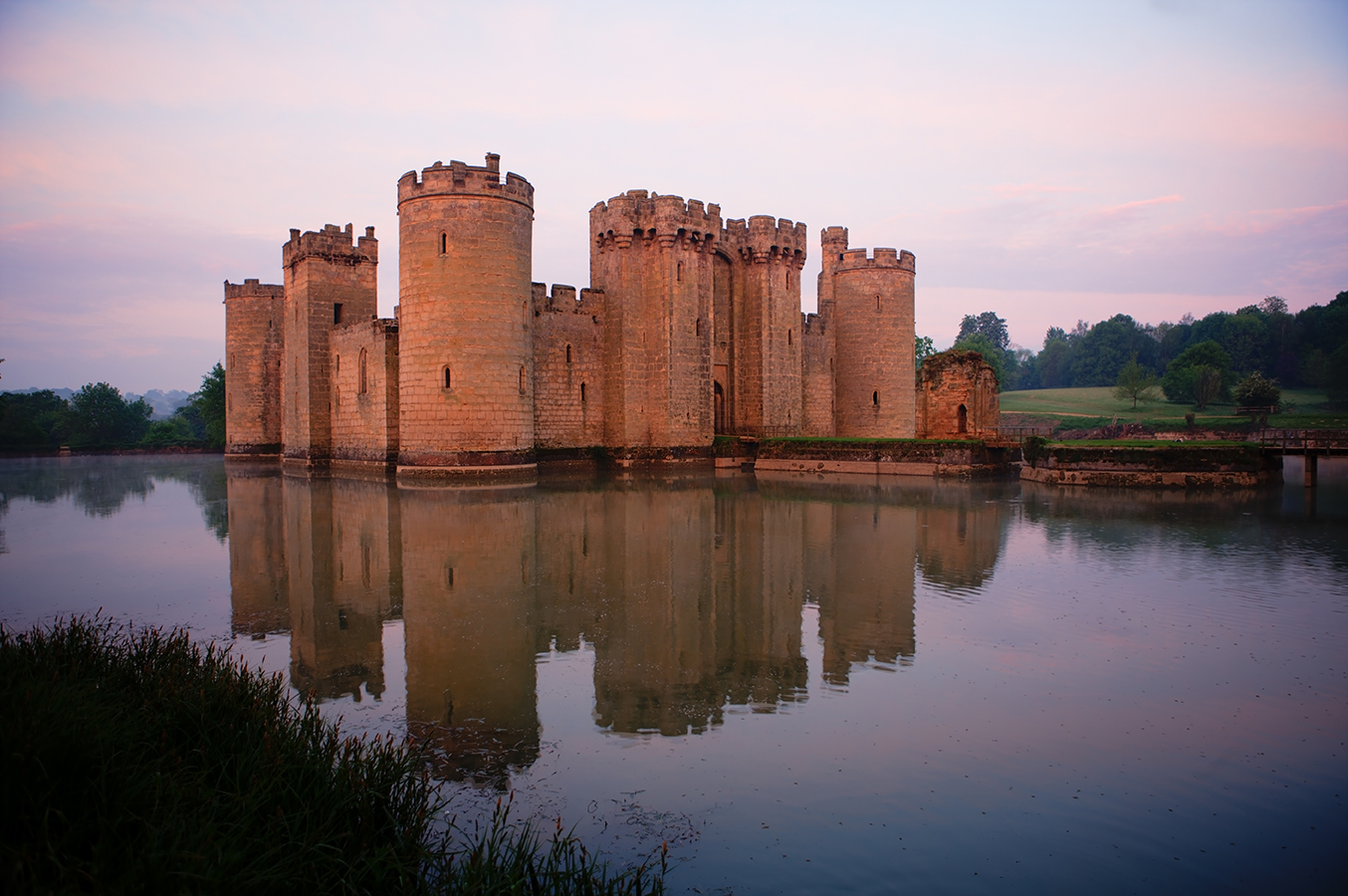
Bodiam Castle i East Sussex, England, med vattenfylld vallgrav.

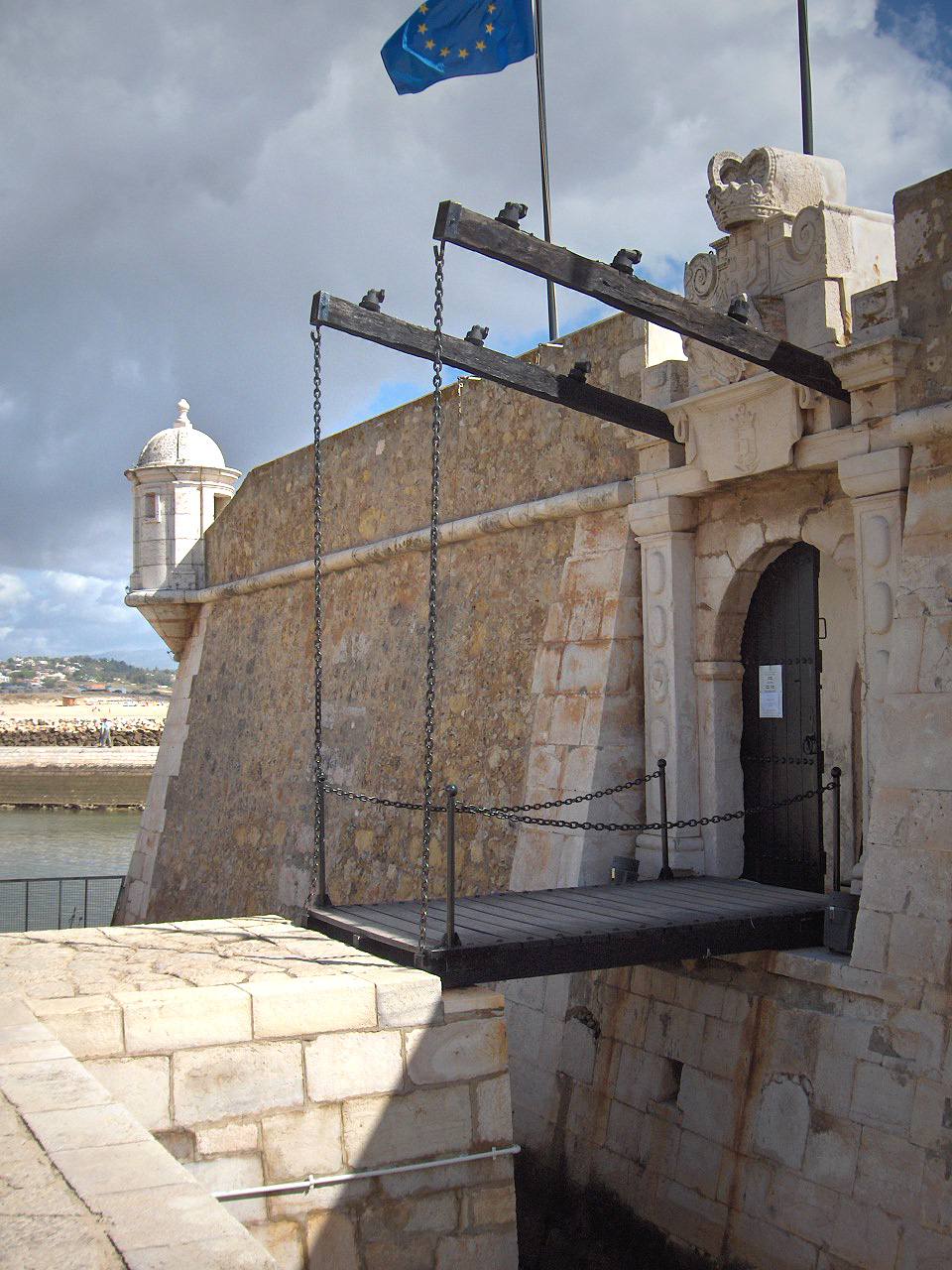
En klassisk vindbrygga i Ponta da Bandeira i Lagos i Portugal. Nedanför denna syns vallgraven

En vallgrav är en bred, ofta vattenfylld, markfördjupning som omger murarna till en befäst byggnad eller anläggning.

## Konstruktion
Vallgraven har i regel branta sidor, den inre kallad eskarp och den yttre kontereskarp. En pallisad med spetsade träpålar kan användas för att förstärka vallgravens skydd. De pålar som står i yttre branten med spetsarna riktade uppåt kallas då stormpålar, och de i inre branten med spetsarna riktade nedåt kallas vallnålar.
Kuvett kallas ett dike i en icke vattenfylld vallgravs botten, ett dike som då finns för att ge en oväntad snubbeleffekt för anstormande trupper. En vallgrav kombineras ofta med en vindbrygga.

## Historik
Försvarstekniken är urgammal, men mer avancerade vallgravar i syfte att försvara borgar, fästningar och liknande blev vanliga under medeltiden. Under medeltiden eller under renässansen anlade flera städer i Europa vallgravar för att förhindra och försvåra fientliga angrepp från land. De kallades "gropar" på medeltiden och var inte nödvändigtvis vattenfyllda. Torrgravarna kunde istället för vatten innehålla spetsiga pålar. I exempelvis Norden kunde vattengravarna skapa problem om vintrarna om vattnet frös till is, då det förenklade fiendens passage väsentligt. Försvararna fick då vara beredda på att snabbt rycka ut och hugga vakar. För att förbättra skyddet kunde gravarna kompletteras med vallar, därav namnet vallgrav. De första kända befästningsgravarna i Sverige fanns vid fornborgar på Öland och Gotland. De första kända på Sveriges fastland anlades i mitten av 1200-talet.
Under 1800-talet ledde ny krigföringsstrategi samt städernas utbyggnad till att vallgravarna antingen fylldes igen och bebyggdes eller behölls som en del av ett parksystem, i Köpenhamn ingår en del av den ursprungliga vallgraven i Tivoli respektive i Botanisk Have. I Wien skapades den berömda gatan Ringstraße  I Sverige är det framförallt Malmö och Göteborg som kännetecknas av stora parkanläggningar längs med de välbevarade vallgravarna.

## Galleri

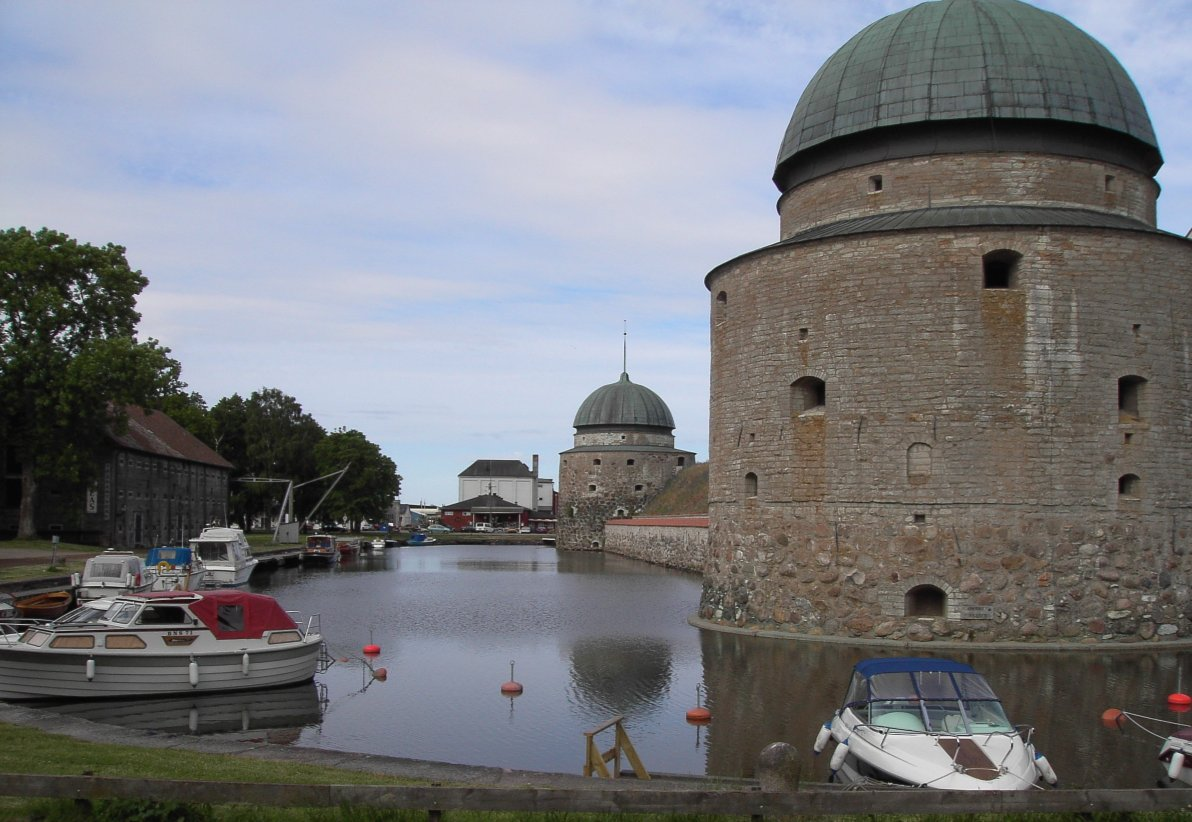
Vallgraven runt Vadstena slott har inte längre en försvarsfunktion utan fungerar som hamn för fritidsbåtar
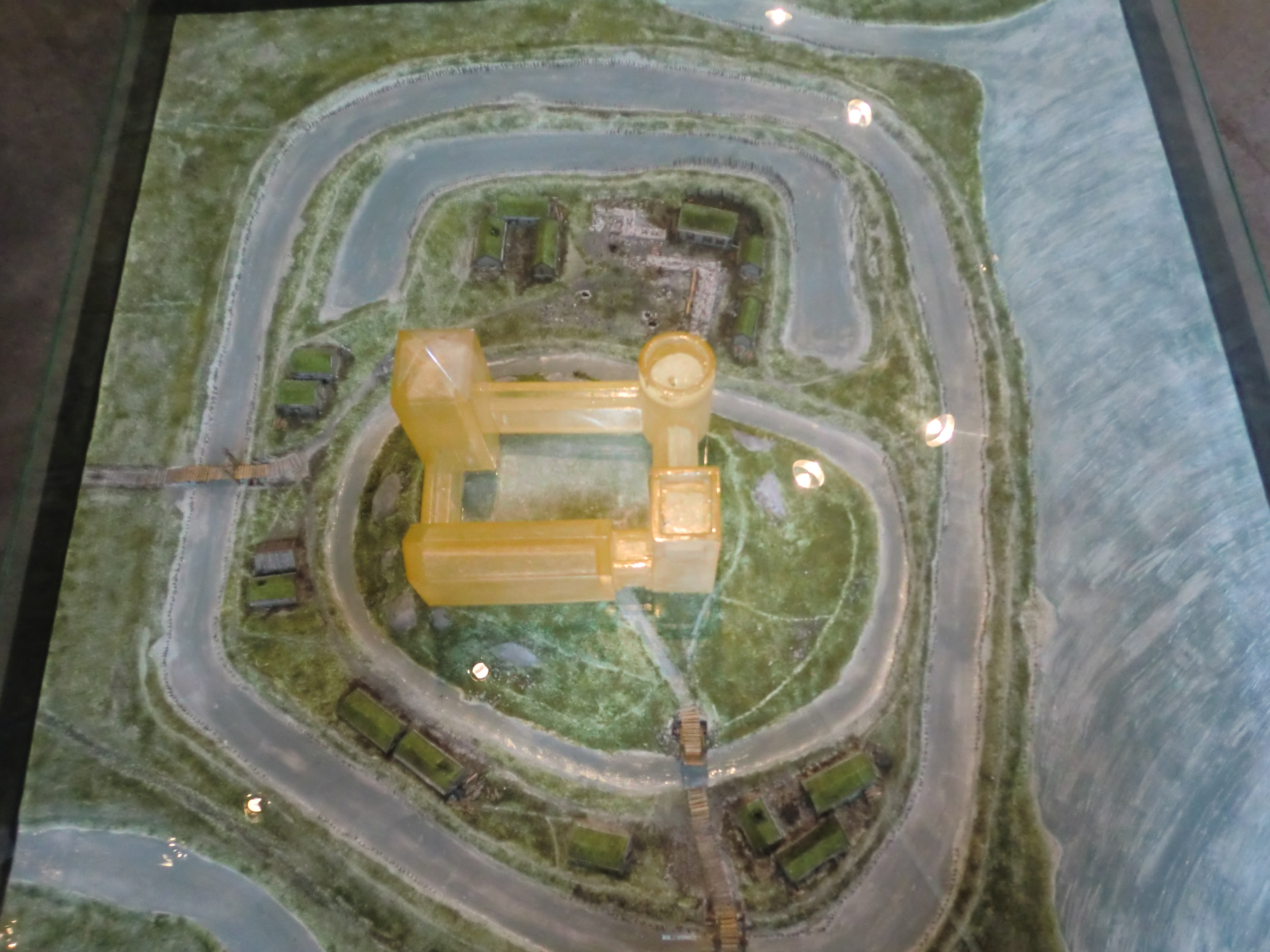
Modell av det medeltida slottet Lödösehus vid Göta älv, med dubbel eller på vissa ställen tredubbel vallgrav
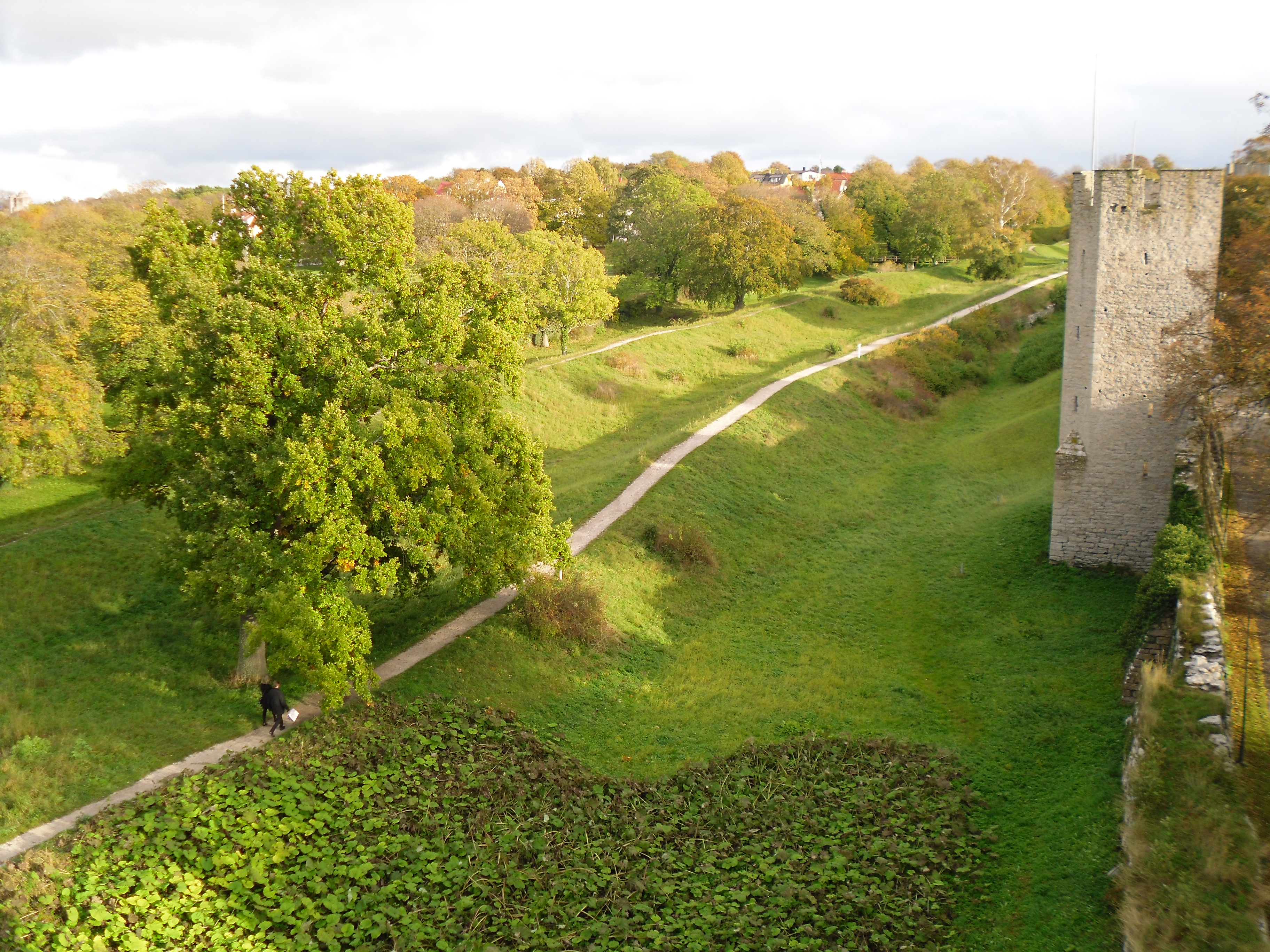
Nordergravar vid Visby ringmur består av ett vallgravssystem med två vallar och tre torra gravar
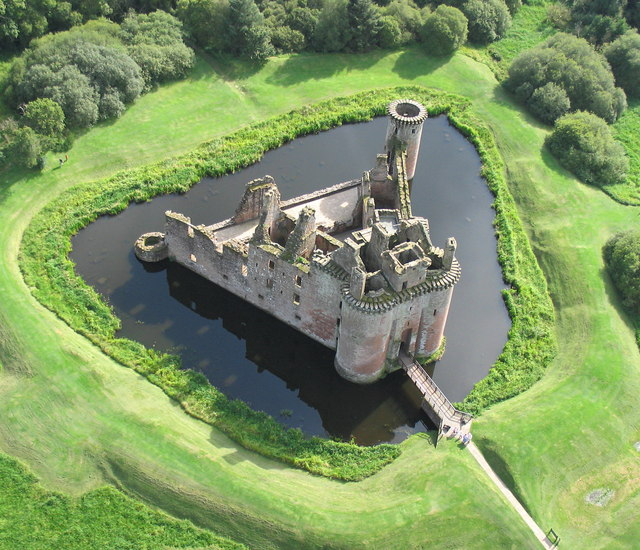
Ruinen av Caerlaverock Castle i Skottland, med sin vallgrav
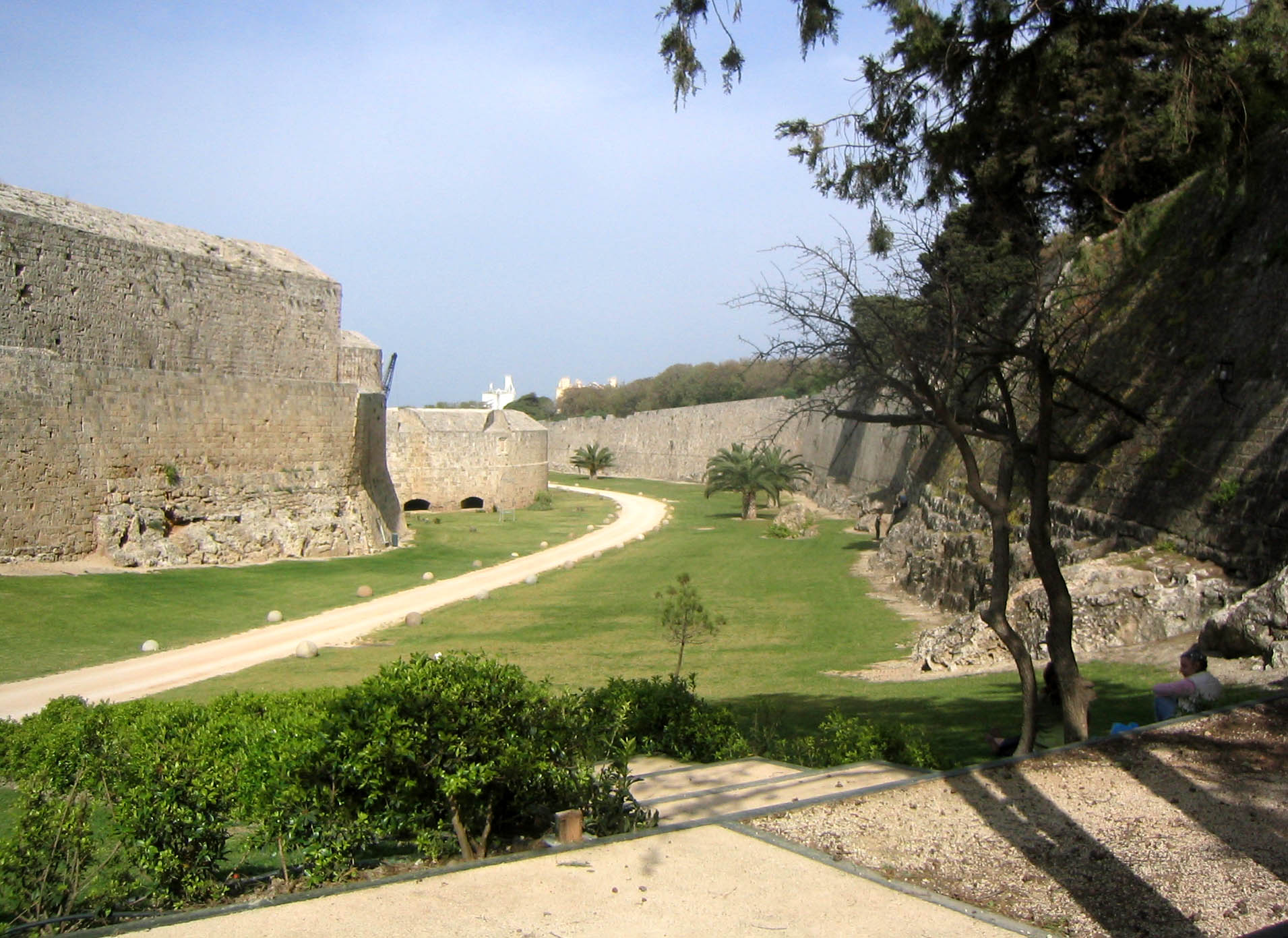
Den torra vallgraven runt Rhodos stadsmurar
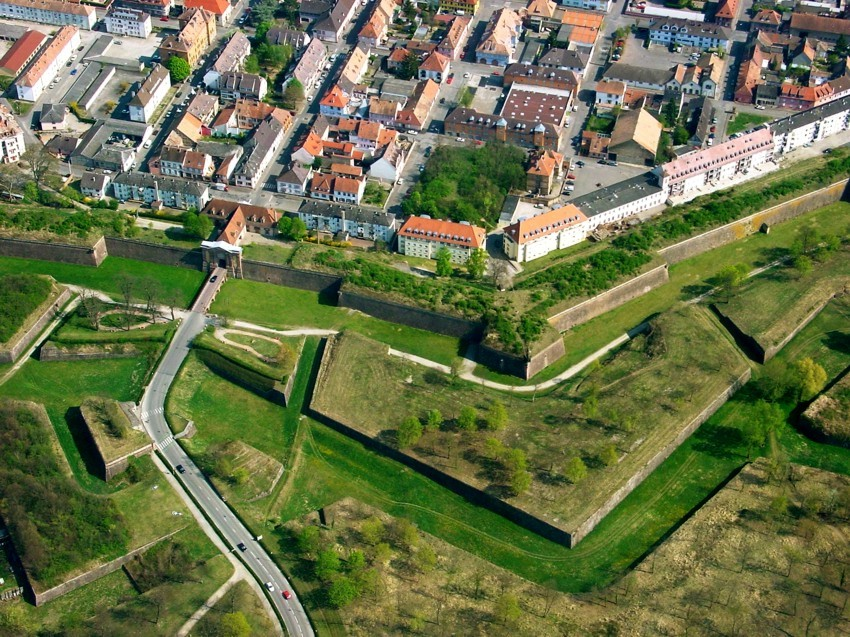
Vallar och torra gravar vid Neuf-Brisach
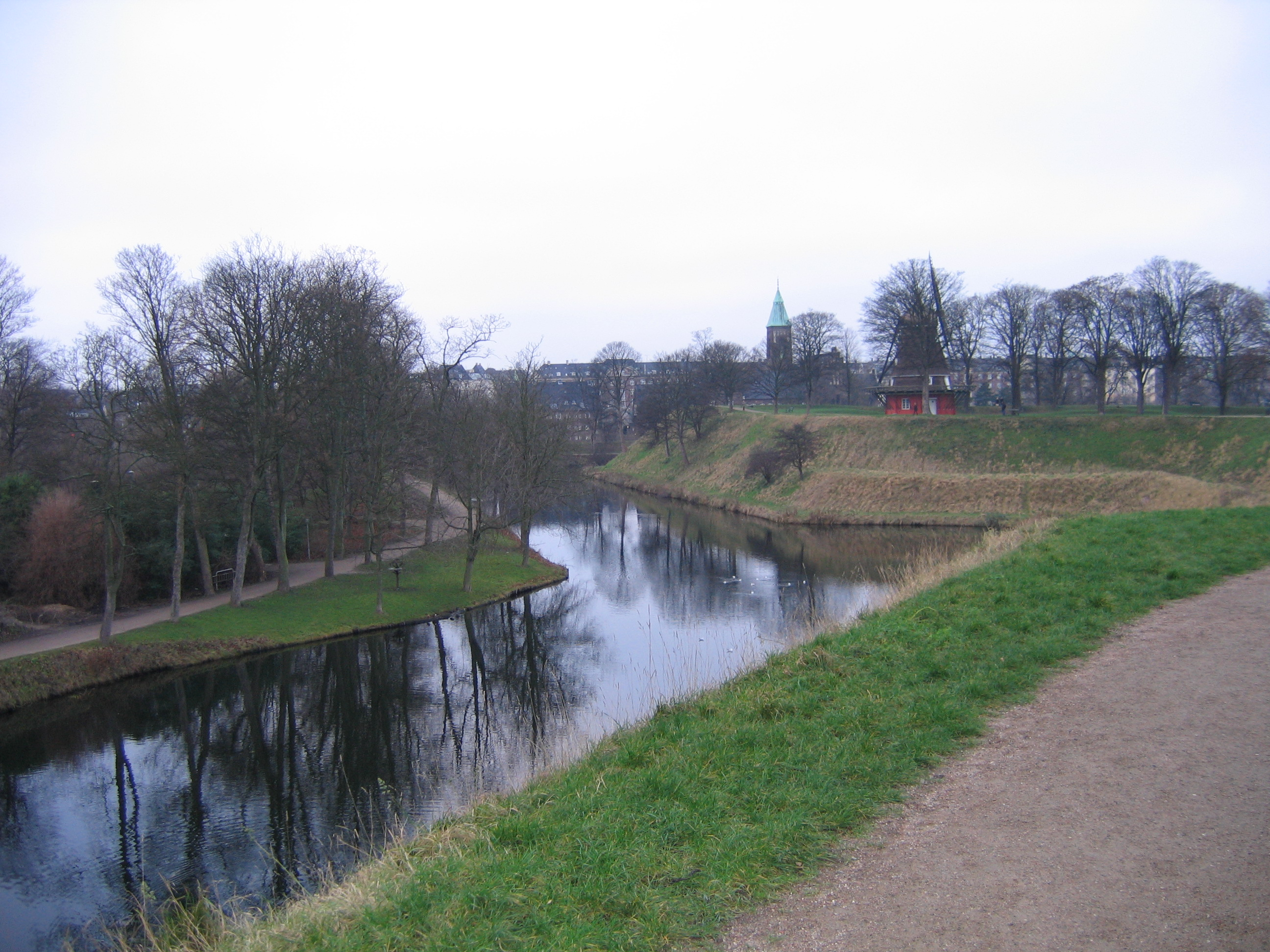
Vallgraven vid Kastellet, Köpenhamn är en del av de omfattande befäst-ningsverken runt staden, se Köpenhamns vallar
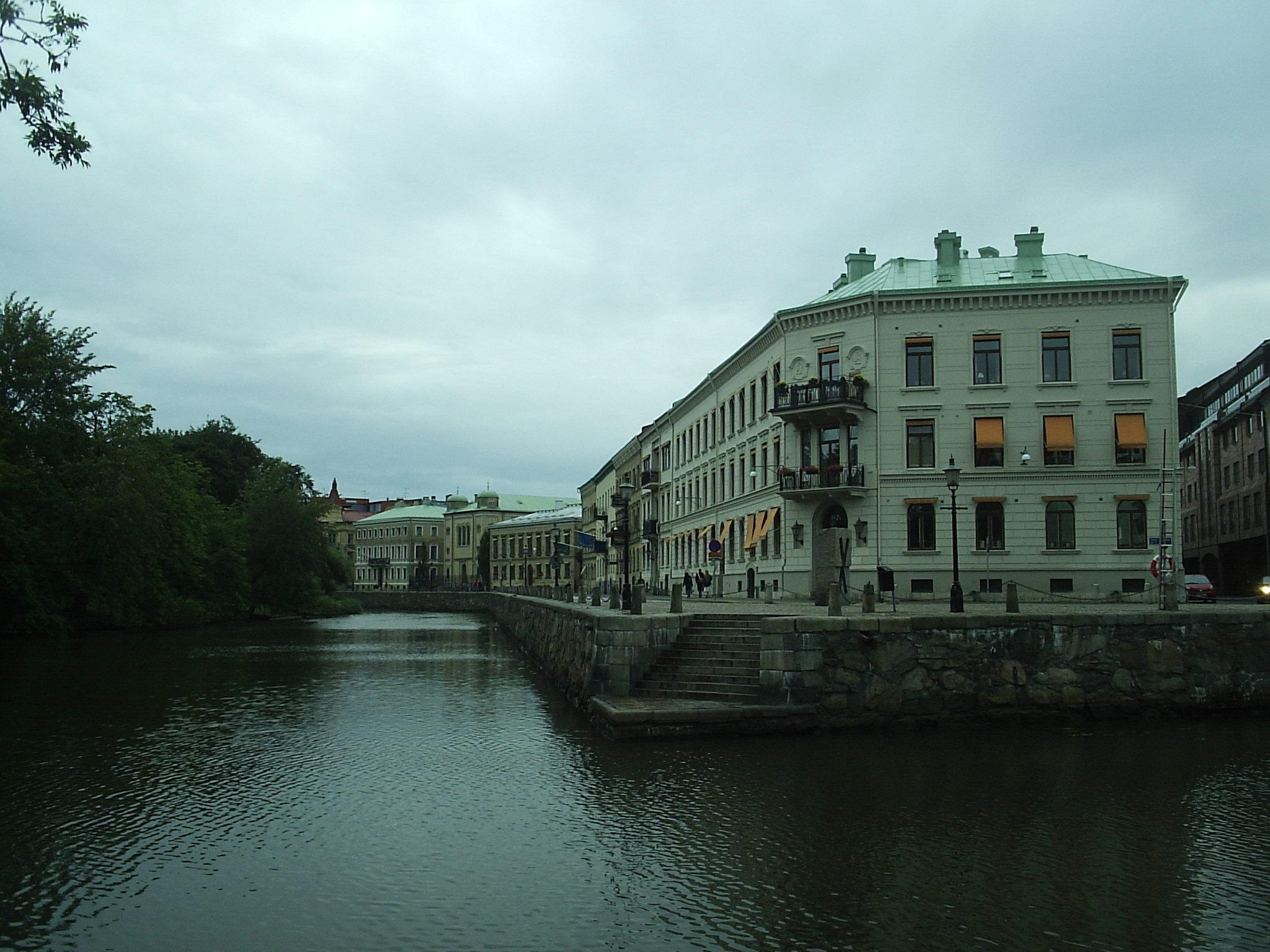
Vallgraven i Göteborg, här vid Stora Nygatan, är relativt välbevarad. Se Göteborgs kanaler
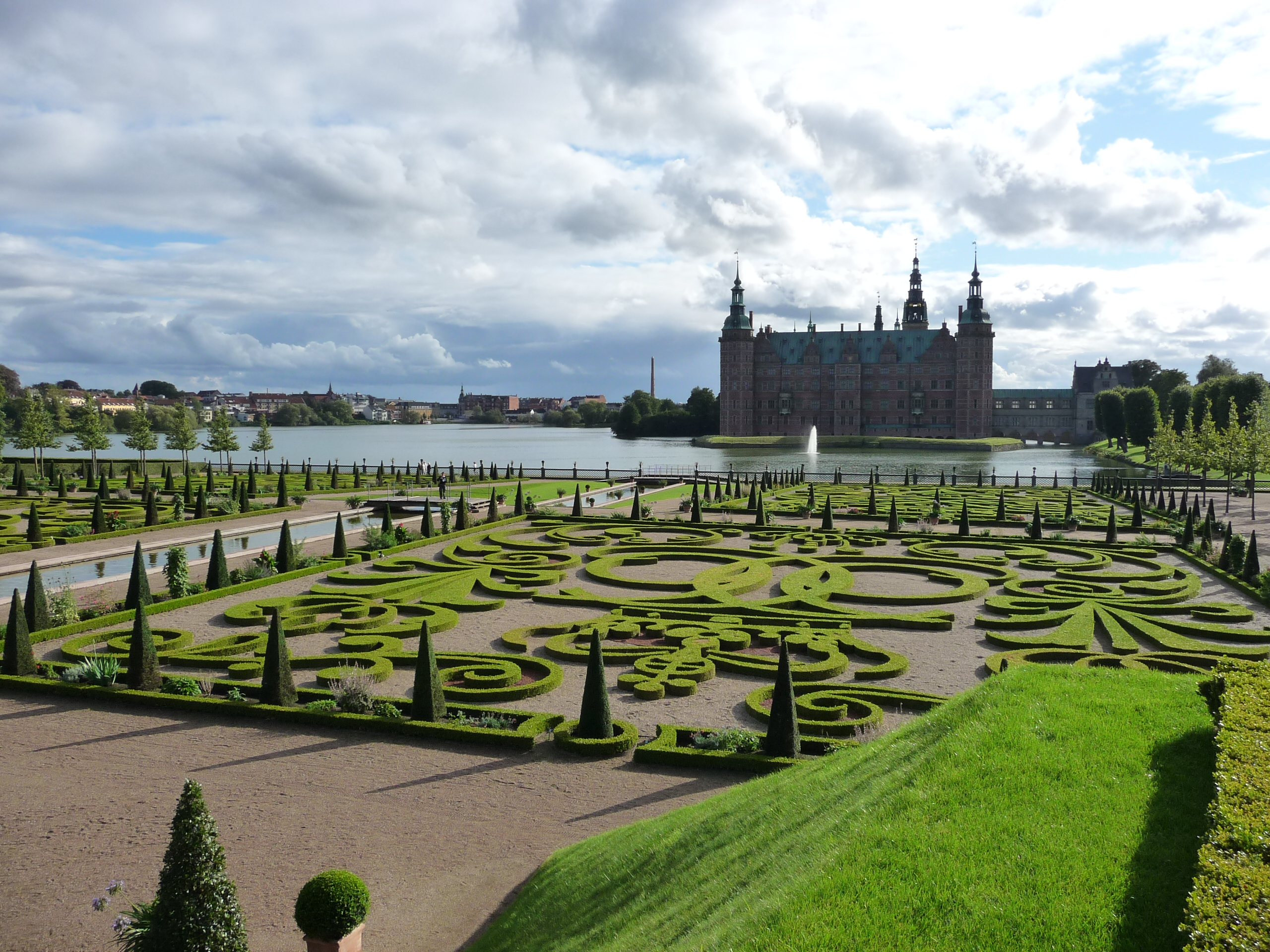
Vid renässansens slott blev vallgraven ofta en del av parkerna och fick mer arkitektonisk än militär betydelse. Frederiksborgs slott, Danmark